# Raquel Yánez
Carmen Raquel Yánez Machado (sinh ngày 2 tháng 4 năm 1986) được biết đến với tên Raquel Yánez, là một nữ diễn viên và người mẫu Telenovela của Venezuela.

## Tiểu sử
Sự nghiệp diễn xuất của Raquel bắt đầu khi cô đang học tại Trường Nghệ thuật tại Đại học Trung tâm Venezuela. Cô đã dành 3 năm để học khiêu vũ tại Học viện Đại học Quốc gia Danza và IX Taller de Jóvenes Artistas del Grupo Theja.
Tác phẩm đầu tiên của cô được phát hành dưới tên El Público, do đó giúp cô tiếp xúc nhiều hơn với thế giới diễn xuất.
Vào năm 2012, cô đã giải thích vai trò của một nhân vật phản diện trong telenovela Válgame Dios trong vai Nief Pérez, một lính cứu hỏa.

## Đóng phim

### Phim
- El Hijo de mi marido y sin prurito alguno (2013)

### Telenovelas
- Mi prima Ciela (2007) trong vai Silvia Constanza Toscani Ávila
- Nadie me dirá como quererte (2008) với vai Rita Monasterios
- Libres como el viento (2009) với tên Amarelis Sarmiento
- La Banda (Boomerang) (2011) với vai Veronica
- Válgame Dios (2012) với vai Nokers Pérez
- Dulce Amargo (2013) trong vai Gatúbela
- Entre tu amor y mi amor (2016) với vai Yuliska Galindo

### Rạp hát
- El Público (2003/2004)
- Día Internacional de la Danza (2004)
- Prometeo Encadenado (2005)
- Autorretrato de Artista Con Barba Y Pumpa (2006)
- Magicus, el bosque reciclado (2012)